# بيث بوتير
بيث بوتير (بالإنجليزية: Beth Potter) هي منافسة ألعاب القوى بريطانية، ولدت في 27 ديسمبر 1991 في شفيلد في المملكة المتحدة.

## وصلات خارجية
- بيث بوتير على موقع الاتحاد الدولي لألعاب القوى (الإنجليزية)
- بيث بوتير على موقع الاتحاد الأوروبي لألعاب القوى (الإنجليزية)
- بيث بوتير على موقع ThePowerOf10.info (الإنجليزية)
- بيث بوتير على موقع اتحاد الترياتلون الدولي (الإنجليزية)
- بيث بوتير على موقع IAT Triathlon Database (الإنجليزية)
- بيث بوتير على موقع اللجنة الأولمبية الدولية (الإنجليزية)
- بيث بوتير على موقع أوليمبيديا (الإنجليزية)
- بيث بوتير على موقع اللجنة الأولمبية البريطانية (الإنجليزية)